# 757 Portlandia
757 Portlandia è un asteroide della fascia principale del diametro medio di circa 32,09 km. Scoperto nel 1908, presenta un'orbita caratterizzata da un semiasse maggiore pari a 2,3726173 UA e da un'eccentricità di 0,1094524, inclinata di 8,16699° rispetto all'eclittica.
Il suo nome è un omaggio alla città di Portland, nel Maine.